# Quantock Hills

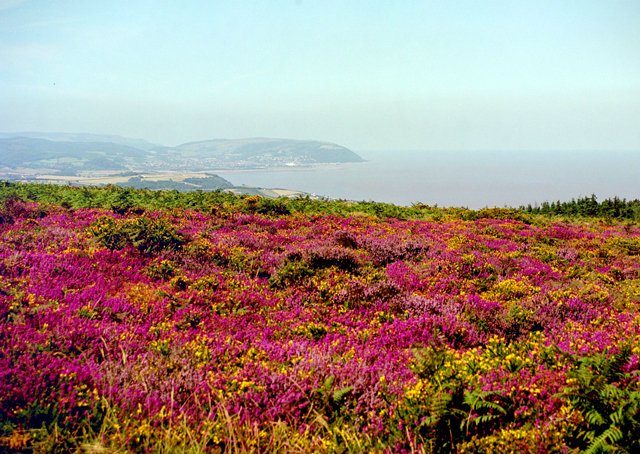
Nordflanke des Beacon Hill im Norden der Quantock Hills im Spätsommer, mit Blick auf den Bristolkanal

Die Quantock Hills, im Englischen auch kurz Quantocks genannt, sind ein Höhenzug in der südwestenglischen Grafschaft Somerset. Er schließt sich östlich an den Exmoor-Nationalpark an und erstreckt sich nördlich der Stadt Taunton in nordwestlicher Richtung bis an die Küste des Bristolkanals. Die höchste Erhebung ist mit 365 m der Will’s Neck. Die hügelige Landschaft ist von den typisch englischen, von Hecken eingefassten Wiesen geprägt. Die Hänge der von Bächen oft tief eingeschnittenen Täler sind mit Laubwäldern bestanden. Das nur dünn besiedelte Gebiet war 1957 das erste in Großbritannien, das als Area of Outstanding Natural Beauty ausgewiesen wurde. Daneben führen zumindest Teile der Quantocks fünf weitere Titel, unter anderem auch den einer Site of Special Scientific Interest.
Die Quantock Hills sind aus siliziklastischen Sedimentgesteinen des Mittel- und Oberdevons aufgebaut. Diese Schichten wurden vor über 360 Millionen Jahren durch Flüsse und in Seen abgelagert und nachfolgend, während der Variszischen Gebirgsbildung im späten Unterkarbon vor rund 330 Millionen Jahren gefaltet.